# Olympische Sommerspiele 2004/Teilnehmer (Ägypten)
| Gelbes Symbol für Goldmedaillen mit stilisierten Olympischen Ringen | Graues Symbol für Silbermedaillen mit stilisierten Olympischen Ringen | Braundes Symbol für Bronzemedaillen mit stilisierten Olympischen Ringen |
| ------------------------------------------------------------------- | --------------------------------------------------------------------- | ----------------------------------------------------------------------- |
| 1                                                                   | 1                                                                     | 3                                                                       |

Ägypten nahm an den Olympischen Sommerspielen 2004 in der griechischen Hauptstadt Athen mit 97 Sportlern, 16 Frauen und 81 Männern, teil.

## Medaillengewinner
Mit je einer gewonnenen Gold- und Silber- sowie drei Bronzemedaillen belegte das ägyptische Team Platz 46 im Medaillenspiegel.

### Gold
| Name(n)       | Sportart | Wettkampf                         |
| ------------- | -------- | --------------------------------- |
| Karam Ibrahim | Ringen   | Schwergewicht, griechisch-römisch |

### Silber
| Name(n)     | Sportart | Wettkampf          |
| ----------- | -------- | ------------------ |
| Mohamed Aly | Boxen    | Superschwergewicht |

### Bronze
| Name(n)         | Sportart  | Wettkampf               |
| --------------- | --------- | ----------------------- |
| Ahmed Ismail    | Boxen     | Halbschwergewicht       |
| Mohamed Elsayed | Boxen     | Schwergewicht           |
| Tamer Bayoumi   | Taekwondo | Klasse bis 58 Kilogramm |

## Teilnehmer nach Sportarten

### Bogenschießen
| Athleten        | Wettbewerb | Qualifikation | Qualifikation | 1. Runde         | 1. Runde | 2. Runde           | 2. Runde           | Achtelfinale       | Achtelfinale       | Viertelfinale      | Viertelfinale      | Halbfinale         | Halbfinale         | Finale             | Finale             | Rang |
| Athleten        | Wettbewerb | Ringe         | Rang          | Gegner           | Ergebnis | Gegner             | Ergebnis           | Gegner             | Ergebnis           | Gegner             | Ergebnis           | Gegner             | Ergebnis           | Gegner             | Ergebnis           | Rang |
| --------------- | ---------- | ------------- | ------------- | ---------------- | -------- | ------------------ | ------------------ | ------------------ | ------------------ | ------------------ | ------------------ | ------------------ | ------------------ | ------------------ | ------------------ | ---- |
| Frauen          |            |               |               |                  |          |                    |                    |                    |                    |                    |                    |                    |                    |                    |                    |      |
| Lamia Bahnasawy | Einzel     | 564           | 63            | Lee Sung-jin     | 127:164  | nicht qualifiziert | nicht qualifiziert | nicht qualifiziert | nicht qualifiziert | nicht qualifiziert | nicht qualifiziert | nicht qualifiziert | nicht qualifiziert | nicht qualifiziert | nicht qualifiziert | 58   |
| May Mansour     | Einzel     | 536           | 64            | Park Sung-hyun   | 102:154  | nicht qualifiziert | nicht qualifiziert | nicht qualifiziert | nicht qualifiziert | nicht qualifiziert | nicht qualifiziert | nicht qualifiziert | nicht qualifiziert | nicht qualifiziert | nicht qualifiziert | 64   |
| Männer          |            |               |               |                  |          |                    |                    |                    |                    |                    |                    |                    |                    |                    |                    |      |
| Essam Sayed     | Einzel     | 602           | 57            | Hasse Pavia Lind | 110:158  | nicht qualifiziert | nicht qualifiziert | nicht qualifiziert | nicht qualifiziert | nicht qualifiziert | nicht qualifiziert | nicht qualifiziert | nicht qualifiziert | nicht qualifiziert | nicht qualifiziert | 62   |
| Maged Youssef   | Einzel     | 599           | 59            | Dmytro Hratschow | 128:154  | nicht qualifiziert | nicht qualifiziert | nicht qualifiziert | nicht qualifiziert | nicht qualifiziert | nicht qualifiziert | nicht qualifiziert | nicht qualifiziert | nicht qualifiziert | nicht qualifiziert | 58   |

### Boxen
| Athleten        | Wettbewerb                    | 1. Runde          | 1. Runde | Achtelfinale       | Achtelfinale       | Viertelfinale      | Viertelfinale      | Halbfinale          | Halbfinale         | Finale             | Finale             | Rang   |
| Athleten        | Wettbewerb                    | Gegner            | Ergebnis | Gegner             | Ergebnis           | Gegner             | Ergebnis           | Gegner              | Ergebnis           | Gegner             | Ergebnis           | Rang   |
| --------------- | ----------------------------- | ----------------- | -------- | ------------------ | ------------------ | ------------------ | ------------------ | ------------------- | ------------------ | ------------------ | ------------------ | ------ |
| Saleh Khoulef   | Halbweltergewicht bis 64 kg   | Alexander Maletin | K. o.    | nicht qualifiziert | nicht qualifiziert | nicht qualifiziert | nicht qualifiziert | nicht qualifiziert  | nicht qualifiziert | nicht qualifiziert | nicht qualifiziert | 17     |
| Mohamed Hikal   | Weltergewicht bis 69 kg       | Basharmal Sultani | 40:12    | Oleg Saitow        | 17:18              | nicht qualifiziert | nicht qualifiziert | nicht qualifiziert  | nicht qualifiziert | nicht qualifiziert | nicht qualifiziert | 9      |
| Ramadan Yasser  | Mittelgewicht bis 75 kg       | freilos           | freilos  | Marian Simion      | 36:24              | Gennadi Golowkin   | 20:31              | nicht qualifiziert  | nicht qualifiziert | nicht qualifiziert | nicht qualifiziert | 5      |
| Ahmed Ismail    | Halbschwergewicht bis 81 kg   | Shohrat Kurbanov  | 44:22    | Trevor Stewardson  | 38:22              | Elias Pavlidis     | K. o.              | Magomed Aripgadijew | 20:23              | nicht qualifiziert | nicht qualifiziert | Bronze |
| Mohamed Elsayed | Schwergewicht bis 91 kg       | -                 | -        | Igor Alborov       | 18+:18             | Adam Forsyth       | 27:12              | Wiktar Sujeu        | nicht angetreten   | nicht qualifiziert | nicht qualifiziert | Bronze |
| Mohamed Aly     | Superschwergewicht über 91 kg | -                 | -        | Carlos Takam       | 32:19              | Jaroslavas Jakšto  | 19:11              | Michel López        | 18:16              | Alexander Powetkin | nicht angetreten   | Silber |

### Fechten
| Athleten                                                            | Wettbewerb       | 1. Runde            | 1. Runde | 2. Runde           | 2. Runde           | Achtelfinale       | Achtelfinale       | Viertelfinale      | Viertelfinale      | Halbfinale / Klassifikation | Halbfinale / Klassifikation | Finale / Platzierung | Finale / Platzierung | Rang |
| Athleten                                                            | Wettbewerb       | Gegner              | Ergebnis | Gegner             | Ergebnis           | Gegner             | Ergebnis           | Gegner             | Ergebnis           | Gegner                      | Ergebnis                    | Gegner               | Ergebnis             | Rang |
| ------------------------------------------------------------------- | ---------------- | ------------------- | -------- | ------------------ | ------------------ | ------------------ | ------------------ | ------------------ | ------------------ | --------------------------- | --------------------------- | -------------------- | -------------------- | ---- |
| Frauen                                                              |                  |                     |          |                    |                    |                    |                    |                    |                    |                             |                             |                      |                      |      |
| Shaimaa El-Gammal                                                   | Florett Einzel   | Swetlana Boiko      | 7:13     | nicht qualifiziert | nicht qualifiziert | nicht qualifiziert | nicht qualifiziert | nicht qualifiziert | nicht qualifiziert | nicht qualifiziert          | nicht qualifiziert          | nicht qualifiziert   | nicht qualifiziert   | 23   |
| Männer                                                              |                  |                     |          |                    |                    |                    |                    |                    |                    |                             |                             |                      |                      |      |
| Muhannad Saif El-Din                                                | Degen Einzel     | Siriroj Rathprasert | 13:15    | nicht qualifiziert | nicht qualifiziert | nicht qualifiziert | nicht qualifiziert | nicht qualifiziert | nicht qualifiziert | nicht qualifiziert          | nicht qualifiziert          | nicht qualifiziert   | nicht qualifiziert   | 33   |
| Yasser Mahmoud                                                      | Degen Einzel     | freilos             | freilos  | Zhao Gang          | 9:15               | nicht qualifiziert | nicht qualifiziert | nicht qualifiziert | nicht qualifiziert | nicht qualifiziert          | nicht qualifiziert          | nicht qualifiziert   | nicht qualifiziert   | 28   |
| Ahmed Nabil                                                         | Degen Einzel     | Giorgos Abalof      | 15:6     | Marcel Fischer     | 10:15              | nicht qualifiziert | nicht qualifiziert | nicht qualifiziert | nicht qualifiziert | nicht qualifiziert          | nicht qualifiziert          | nicht qualifiziert   | nicht qualifiziert   | 30   |
| Muhannad Saif El-Din Yasser Mahmoud Ahmed Nabil Ibrahim Abdel Rahim | Degen Mannschaft | -                   | -        | -                  | -                  | -                  | -                  | Russland           | 30:41              | Ukraine                     | 36:45                       | China                | 26:45                | 8    |
| Mostafa Anwar                                                       | Florett Einzel   | Carlos Rodríguez    | 7:15     | nicht qualifiziert | nicht qualifiziert | nicht qualifiziert | nicht qualifiziert | nicht qualifiziert | nicht qualifiziert | nicht qualifiziert          | nicht qualifiziert          | nicht qualifiziert   | nicht qualifiziert   | 34   |
| Mostafa Nagaty                                                      | Florett Einzel   | freilos             | freilos  | Peter Joppich      | 10:15              | nicht qualifiziert | nicht qualifiziert | nicht qualifiziert | nicht qualifiziert | nicht qualifiziert          | nicht qualifiziert          | nicht qualifiziert   | nicht qualifiziert   | 28   |
| Tamer Mohamed Tahoun                                                | Florett Einzel   | freilos             | freilos  | João Gomes         | 15:14              | Wu Hanxiong        | 8:15               | nicht qualifiziert | nicht qualifiziert | nicht qualifiziert          | nicht qualifiziert          | nicht qualifiziert   | nicht qualifiziert   | 15   |
| Mostafa Anwar Ali Tarek Madgy Mostafa Nagaty Tamer Mohamed Tahoun   | Florett Team     | -                   | -        | -                  | -                  | -                  | -                  | Italien            | 20:45              | Frankreich                  | 32:45                       | Südkorea             | 35:45                | 8    |

### Gewichtheben
| Athleten           | Wettbewerb         | Reißen   | Reißen | Stoßen   | Stoßen        | Zweikampf | Zweikampf     | Rang          |
| Athleten           | Wettbewerb         | Gewicht  | Rang   | Gewicht  | Rang          | Gewicht   |               | Rang          |
| ------------------ | ------------------ | -------- | ------ | -------- | ------------- | --------- | ------------- | ------------- |
| Frauen             |                    |          |        |          |               |           |               |               |
| Enga Mohamed       | Klasse bis 48 kg   | 75 kg    | 12     | 90 kg    | 13            | 165 kg    | 13            | 13            |
| Nahla Ramadan      | Klasse bis 75 kg   | 120 kg   | 3      | 147,5 kg | nicht beendet | 120 kg    | nicht beendet | nicht beendet |
| Männer             |                    |          |        |          |               |           |               |               |
| Ahmed Saad         | Klasse bis 56 kg   | 102,5 kg | 13     | 130 kg   | 11            | 232,5 kg  | 11            | 11            |
| Mohamed El-Tantawy | Klasse bis 77 kg   | 145 kg   | 19     | 182,5 kg | 15            | 327,5 kg  | 17            | 17            |
| Mohamed Masoud     | Klasse über 105 kg | 185 kg   | 12     | 220 kg   | 11            | 405 kg    | 11            | 11            |

### Handball

#### Männer
| #  | Athlet                 | Position      | Verein              |
| -- | ---------------------- | ------------- | ------------------- |
| 1  | Mohamed Sharaf El-Din  | Torwart       | al Zamalek SC       |
| 2  | Abdalla Mohamed        | Abwehrspieler | al Zamalek SC       |
| 6  | Ahmed El-Ahmar         | Flügelspieler | al Zamalek SC       |
| 7  | Saber Hussein          | Abwehrspieler | al Ahly Kairo       |
| 8  | Wael Fahim             | Kreisläufer   | al Zamalek SC       |
| 10 | Sherif Moemen          | Flügelspieler | Aviation SC         |
| 11 | Ramy Youssef           | Flügelspieler | al Zamalek SC       |
| 12 | Mohamed Nakib El-Bakir | Torwart       | El-Olympi           |
| 13 | Mahmoud Karam          | Abwehrspieler | al Ahly Kairo       |
| 14 | Marwan Ragab           | Kreisläufer   | Sporting Alexandria |
| 15 | Mohamed Abd El-Salam   | Abwehrspieler | al Zamalek SC       |
| 17 | Mohamed Keshk          | Flügelläufer  | Aviation SC         |
| 18 | Hany El Fakharany      | Abwehrspieler | al Ahly Kairo       |
| 19 | Hassan Yousry          | Abwehrspieler | al Zamalek SC       |
| 20 | Hussein Zaky           | Abwehrspieler | BM Ciudad Real      |

Coach: Jorn-Uwe Lommel
| Gruppenspiele | Gruppenspiele | Gruppenspiele | Gruppenspiele | Gruppenspiele | Gruppenspiele | Gruppenspiele | Gruppenspiele | Gruppenspiele | Gruppenspiele | Gruppenspiele | Gruppenspiele | Viertelfinale      | Viertelfinale      | Halbfinale         | Halbfinale         | Finale             | Finale             | Rang               |
| Gegner        | Ergebnis      | Gegner        | Ergebnis      | Gegner        | Ergebnis      | Gegner        | Ergebnis      | Gegner        | Ergebnis      | Punkte        | Rang          | Gegner             | Ergebnis           | Gegner             | Ergebnis           | Gegner             | Ergebnis           | Rang               |
| ------------- | ------------- | ------------- | ------------- | ------------- | ------------- | ------------- | ------------- | ------------- | ------------- | ------------- | ------------- | ------------------ | ------------------ | ------------------ | ------------------ | ------------------ | ------------------ | ------------------ |
| Ungarn        | 28:33         | Deutschland   | 14:26         | Griechenland  | 25:26         | Frankreich    | 21:22         | Brasilien     | 22:26         | 0             | 6             | nicht qualifiziert | nicht qualifiziert | nicht qualifiziert | nicht qualifiziert | nicht qualifiziert | nicht qualifiziert | nicht qualifiziert |

### Hockey
Männer
| #  | Athlet            | Position | Verein               |
| -- | ----------------- | -------- | -------------------- |
| 1  | Osama Hassanien   |          | Sharkia Hockey Club  |
| 2  | Ahmed Ramadan     |          | El Sayadeen HC       |
| 3  | Ahmed Mandour     |          | Police Hockey Union  |
| 4  | Mohamed Kasbr     |          | Sharkia Hockey Club  |
| 5  | Amro Ibrahim      |          | El Sayadeen HC       |
| 6  | Ahmed Mohamed     |          | Sharkia Hockey Club  |
| 7  | Yasser Mohamed    |          | El-Hadeed We El-Solb |
| 8  | Ahmed Ibrahim     |          | El Sayadeen HC       |
| 9  | Belal Enaba       |          | El Sayadeen HC       |
| 10 | Sameh Mohamed     |          | Sharkia Hockey Club  |
| 12 | Walid Mohamed     |          | Eastern company      |
| 13 | Adnan Ahmed       |          | Police Hockey Union  |
| 14 | Amrou Metwalli    |          | Sharkia Hockey Club  |
| 16 | Mohamed El-Mallah | Torwart  | El Sayadeen HC       |
| 17 | Mohamed El-Sayed  |          | Sharkia Hockey Club  |
| 20 | Sayed Hagag       |          | El Sayadeen HC       |

Coach: Asemd Gad
| Gruppenspiele          | Gruppenspiele | Gruppenspiele | Gruppenspiele | Gruppenspiele | Gruppenspiele | Gruppenspiele | Gruppenspiele | Gruppenspiele | Gruppenspiele | Gruppenspiele | Gruppenspiele | Viertelfinale      | Viertelfinale      | Halbfinale         | Halbfinale         | Finale             | Finale             | Rang               |
| Gegner                 | Ergebnis      | Gegner        | Ergebnis      | Gegner        | Ergebnis      | Gegner        | Ergebnis      | Gegner        | Ergebnis      | Punkte        | Rang          | Gegner             | Ergebnis           | Gegner             | Ergebnis           | Gegner             | Ergebnis           | Rang               |
| ---------------------- | ------------- | ------------- | ------------- | ------------- | ------------- | ------------- | ------------- | ------------- | ------------- | ------------- | ------------- | ------------------ | ------------------ | ------------------ | ------------------ | ------------------ | ------------------ | ------------------ |
| Vereinigtes Königreich | 1:3           | Pakistan      | 0:7           | Deutschland   | 1:6           | Südkorea      | 0:11          | Spanien       | 0:3           | 0             | 6             | nicht qualifiziert | nicht qualifiziert | nicht qualifiziert | nicht qualifiziert | nicht qualifiziert | nicht qualifiziert | nicht qualifiziert |

### Judo
| Athleten              | Wettbewerb         | 1. Runde Round of 32 | 1. Runde Round of 32 | Achtelfinale Round of 16 | Achtelfinale Round of 16 | Viertelfinale Quarter Final | Viertelfinale Quarter Final | Halbfinale Semi Final | Halbfinale Semi Final | Hoffnungsrunde Achtelfinale Repechage 1 | Hoffnungsrunde Achtelfinale Repechage 1 | Hoffnungsrunde Viertelfinale Repechage 2 | Hoffnungsrunde Viertelfinale Repechage 2 | Hoffnungsrunde Halbfinale Repechage 3 | Hoffnungsrunde Halbfinale Repechage 3 | Hoffnungsrunde Finale Bronze Medal | Hoffnungsrunde Finale Bronze Medal | Finale             | Finale             | Rang |
| Athleten              | Wettbewerb         | Gegner               | Ergebnis             | Gegner                   | Ergebnis                 | Gegner                      | Ergebnis                    | Gegner                | Ergebnis              | Gegner                                  | Ergebnis                                | Gegner                                   | Ergebnis                                 | Gegner                                | Ergebnis                              | Gegner                             | Ergebnis                           | Gegner             | Ergebnis           | Rang |
| --------------------- | ------------------ | -------------------- | -------------------- | ------------------------ | ------------------------ | --------------------------- | --------------------------- | --------------------- | --------------------- | --------------------------------------- | --------------------------------------- | ---------------------------------------- | ---------------------------------------- | ------------------------------------- | ------------------------------------- | ---------------------------------- | ---------------------------------- | ------------------ | ------------------ | ---- |
| Frauen                |                    |                      |                      |                          |                          |                             |                             |                       |                       |                                         |                                         |                                          |                                          |                                       |                                       |                                    |                                    |                    |                    |      |
| Samah Ramadan         | Klasse bis 78 kg   | Tea Donguzashvili    | 0001–1001            | nicht qualifiziert       | nicht qualifiziert       | nicht qualifiziert          | nicht qualifiziert          | nicht qualifiziert    | nicht qualifiziert    | Choi Sook-ie                            | 0000–1000                               | nicht qualifiziert                       | nicht qualifiziert                       | nicht qualifiziert                    | nicht qualifiziert                    | nicht qualifiziert                 | nicht qualifiziert                 | nicht qualifiziert | nicht qualifiziert | -    |
| Männer                |                    |                      |                      |                          |                          |                             |                             |                       |                       |                                         |                                         |                                          |                                          |                                       |                                       |                                    |                                    |                    |                    |      |
| Ameen Mohamed El-Hady | Klasse bis 66 kg   | Amar Meridja         | 0001–1000            | nicht qualifiziert       | nicht qualifiziert       | nicht qualifiziert          | nicht qualifiziert          | nicht qualifiziert    | nicht qualifiziert    | nicht qualifiziert                      | nicht qualifiziert                      | nicht qualifiziert                       | nicht qualifiziert                       | nicht qualifiziert                    | nicht qualifiziert                    | nicht qualifiziert                 | nicht qualifiziert                 | nicht qualifiziert | nicht qualifiziert | -    |
| Haitham El Hossainy   | Klasse bis 66 kg   | Hennadij Bilodid     | Walkover             | nicht qualifiziert       | nicht qualifiziert       | nicht qualifiziert          | nicht qualifiziert          | nicht qualifiziert    | nicht qualifiziert    | nicht qualifiziert                      | nicht qualifiziert                      | nicht qualifiziert                       | nicht qualifiziert                       | nicht qualifiziert                    | nicht qualifiziert                    | nicht qualifiziert                 | nicht qualifiziert                 | nicht qualifiziert | nicht qualifiziert | -    |
| Ameen Mohamed El-Hady | Klasse bis 73 kg   | Amar Meridja         | 0001–1000            | nicht qualifiziert       | nicht qualifiziert       | nicht qualifiziert          | nicht qualifiziert          | nicht qualifiziert    | nicht qualifiziert    | nicht qualifiziert                      | nicht qualifiziert                      | nicht qualifiziert                       | nicht qualifiziert                       | nicht qualifiziert                    | nicht qualifiziert                    | nicht qualifiziert                 | nicht qualifiziert                 | nicht qualifiziert | nicht qualifiziert | -    |
| Aboumedan El-Sayed    | Klasse bis 81 kg   | Amar Benikhlef       | 0000–1020            | nicht qualifiziert       | nicht qualifiziert       | nicht qualifiziert          | nicht qualifiziert          | nicht qualifiziert    | nicht qualifiziert    | nicht qualifiziert                      | nicht qualifiziert                      | nicht qualifiziert                       | nicht qualifiziert                       | nicht qualifiziert                    | nicht qualifiziert                    | nicht qualifiziert                 | nicht qualifiziert                 | nicht qualifiziert | nicht qualifiziert | -    |
| Hesham Misbah         | Klasse bis 90 kg   | Rostand Melaping     | 0100–0000            | Keith Morgan             | 0100–0000                | nicht qualifiziert          | nicht qualifiziert          | nicht qualifiziert    | nicht qualifiziert    | nicht qualifiziert                      | nicht qualifiziert                      | nicht qualifiziert                       | nicht qualifiziert                       | nicht qualifiziert                    | nicht qualifiziert                    | nicht qualifiziert                 | nicht qualifiziert                 | nicht qualifiziert | nicht qualifiziert | -    |
| Bassel El-Gharbawy    | Klasse bis 100 kg  | Andrés Loforte       | 0002–0001            | Elco van der Geest       | 0000–1000                | nicht qualifiziert          | nicht qualifiziert          | nicht qualifiziert    | nicht qualifiziert    | Movlud Miraliyev                        | 0000–1010                               | nicht qualifiziert                       | nicht qualifiziert                       | nicht qualifiziert                    | nicht qualifiziert                    | nicht qualifiziert                 | nicht qualifiziert                 | nicht qualifiziert | nicht qualifiziert | -    |
| Islam El-Shehaby      | Klasse über 100 kg | Vitaliy Polyanskyy   | 0000–1000            | nicht qualifiziert       | nicht qualifiziert       | nicht qualifiziert          | nicht qualifiziert          | nicht qualifiziert    | nicht qualifiziert    | nicht qualifiziert                      | nicht qualifiziert                      | nicht qualifiziert                       | nicht qualifiziert                       | nicht qualifiziert                    | nicht qualifiziert                    | nicht qualifiziert                 | nicht qualifiziert                 | nicht qualifiziert | nicht qualifiziert | -    |

### Leichtathletik

#### Springen und Werfen
| Athleten              | Wettbewerb | Qualifikation | Qualifikation | Finale             | Finale             | Rang |
| Athleten              | Wettbewerb | Weite/Höhe    | Rang          | Weite/Höhe         | Rang               | Rang |
| --------------------- | ---------- | ------------- | ------------- | ------------------ | ------------------ | ---- |
| Männer                |            |               |               |                    |                    |      |
| Marwa Hussein         | Hammerwurf | 62,27 m       | 38            | nicht qualifiziert | nicht qualifiziert | 38   |
| Frauen                |            |               |               |                    |                    |      |
| Omar Ahmed el-Ghazaly | Diskuswurf | 55,53 m       | 33            | nicht qualifiziert | nicht qualifiziert | 33   |

### Moderner Fünfkampf
| Athleten    | Schießen | Schießen | Fechten | Fechten | Schwimmen   | Schwimmen | Reiten      | Reiten | Combined     | Combined | Punkte | Rang |
| Athleten    | Ergebnis | Punkte   | Bilanz  | Punkte  | Zeit        | Punkte    | Strafpunkte | Punkte | Zeit         | Punkte   | Punkte | Rang |
| ----------- | -------- | -------- | ------- | ------- | ----------- | --------- | ----------- | ------ | ------------ | -------- | ------ | ---- |
| Frauen      |          |          |         |         |             |           |             |        |              |          |        |      |
| Aya Medany  | 181      | 1108     | 12:19   | 720     | 2:21,37 min | 1224      | 224         | 976    | 12:04,06 min | 824      | 4852   | 28   |
| Männer      |          |          |         |         |             |           |             |        |              |          |        |      |
| Raouf Abdou | 174      | 1024     | 13:18   | 748     | 2:12,32 min | 1216      | 140         | 1060   | 9:51,48 min  | 1036     | 5084   | 20   |

### Reiten
| Springen                        |            |               |               |                  |                    |                    |                    |                    |
| Athleten                        | Wettbewerb | Strafpunkte   | Strafpunkte   | Strafpunkte      | Strafpunkte        | Strafpunkte        | Gesamt             | Gesamt             |
| Athleten                        | Wettbewerb | Qualifikation | Qualifikation | Qualifikation    | Einzelfinale       | Einzelfinale       | Gesamt             | Gesamt             |
| Athleten                        | Wettbewerb | 1. Umlauf     | 2. Umlauf     | 3. Umlauf        | 1. Umlauf          | 2. Umlauf          | Strafpunkte        | Rang               |
| André Salah Sakakini mit Casper | Einzel     | 10            | 16            | nicht angetreten | nicht qualifiziert | nicht qualifiziert | nicht qualifiziert | nicht qualifiziert |

### Ringen

#### Griechisch-römischer Stil
| Männer               |                  |                      |     |                       |     |                |     |   |                        |                    |                    |                    |                    |                    |                 |
| Ashraf El-Gharably   | Klasse bis 60 kg | Armen Nasarjan       | 1:3 | Oleksandr Chwoschtsch | 3:1 | -              | -   | 2 | nicht qualifiziert     | nicht qualifiziert | nicht qualifiziert | nicht qualifiziert | nicht qualifiziert | nicht qualifiziert | 12              |
| Mohamed Abd El-Fatah | Klasse bis 84 kg | Muchran Wachtangadse | 3:0 | Bradley Vering        | 3:0 | -              | -   | 1 | Wjatscheslaw Makarenko | 0:3                | nicht qualifiziert | nicht qualifiziert | Dimitrios Avramis  | 0:5                | Disqualifiziert |
| Karam Ibrahim        | Klasse bis 96 kg | Marek Sitnik         | 3:0 | Georgios Koutsioumpas | 3:1 | Asset Mambetow | 5:0 | 1 | Freilos                | Freilos            | Mehmet Özal        | 3:0                | Ramas Nosadse      | 3:1                | Gold            |

### Rudern
| Athleten    | Wettbewerb | Vorlauf     | Vorlauf | Vorlauf          | Hoffnungslauf | Hoffnungslauf | Hoffnungslauf | Halbfinale  | Halbfinale | Halbfinale    | Finale      | Finale | Rang |
| Athleten    | Wettbewerb | Zeit        | Rang    | Qualifikation    | Zeit          | Rang          | Qualifikation | Zeit        | Rang       | Qualifikation | Zeit        | Rang   | Rang |
| ----------- | ---------- | ----------- | ------- | ---------------- | ------------- | ------------- | ------------- | ----------- | ---------- | ------------- | ----------- | ------ | ---- |
| Frauen      |            |             |         |                  |               |               |               |             |            |               |             |        |      |
| Doaa Moussa | Einer      | 8:26,87 min | 6       | Hoffnungsrunde A | 8:16,57 min   | 5             | Halbfinale C  | 8:22,45 min | 6          | Finale D      | 8:34,80 min | 24     | 24   |
| Männer      |            |             |         |                  |               |               |               |             |            |               |             |        |      |
| Ali Ibrahim | Einer      | 7:36,60 min | 4       | Hoffnungsrunde C | 6:59,05 min   | 2             | Halbfinale B  | 7:14,58 min | 6          | Finale C      | 6:55,34 min | 14     | 14   |

### Schießen
| Athleten                   | Wettbewerb | Qualifikation   | Qualifikation | Finale             | Finale             | Ringe/ Scheiben    | Rang |
| Athleten                   | Wettbewerb | Ringe/ Scheiben | Rang          | Ringe/ Scheiben    | Rang               | Ringe/ Scheiben    | Rang |
| -------------------------- | ---------- | --------------- | ------------- | ------------------ | ------------------ | ------------------ | ---- |
| Frauen                     |            |                 |               |                    |                    |                    |      |
| Dina Hosny                 | Luftgewehr | 388             | 3             | nicht qualifiziert | nicht qualifiziert | nicht qualifiziert | 33   |
| Shaimaa Abdel-Latif-Hashad | Luftgewehr | 391             | 27            | nicht qualifiziert | nicht qualifiziert | nicht qualifiziert | 27   |
| Männer                     |            |                 |               |                    |                    |                    |      |
| Mohamed Abdellah           | Luftgewehr | 590             | 24            | nicht qualifiziert | nicht qualifiziert | nicht qualifiziert | 24   |
| Moustafa Hamdy             | Skeet      | 118             | 29            | nicht qualifiziert | nicht qualifiziert | nicht qualifiziert | 29   |
| Amr El-Gaiar               | Skeet      | 115             | 4             | nicht qualifiziert | nicht qualifiziert | nicht qualifiziert | 34   |

### Schwimmen
| Athleten      | Wettbewerb   | Vorlauf     | Vorlauf | Halbfinale         | Halbfinale         | Finale             | Finale             | Rang |
| Athleten      | Wettbewerb   | Zeit        | Rang    | Zeit               | Rang               | Zeit               | Rang               | Rang |
| ------------- | ------------ | ----------- | ------- | ------------------ | ------------------ | ------------------ | ------------------ | ---- |
| Frauen        |              |             |         |                    |                    |                    |                    |      |
| Salama Ismail | 100 m Brust  | 1:12,20 min | 28      | nicht qualifiziert | nicht qualifiziert | nicht qualifiziert | nicht qualifiziert | 28   |
| Männer        |              |             |         |                    |                    |                    |                    |      |
| Ahmed Hussain | 100 m Rücken | 56,86 s     | 31      | nicht qualifiziert | nicht qualifiziert | nicht qualifiziert | nicht qualifiziert | 31   |
| Ahmed Hussain | 200 m Rücken | 2:04,82     | 31      | nicht qualifiziert | nicht qualifiziert | nicht qualifiziert | nicht qualifiziert | 31   |

### Taekwondo
- Tamer Bayoumi
- Tamer Hussein
- Abeer Essawy
- Jermin Anwar

### Wasserball

#### Männer
| #  | Athlet               | Position          | Verein                   |
| -- | -------------------- | ----------------- | ------------------------ |
| 1  | Amr Mohamed          | Torhüter          | Gezira Sporting Club     |
| 2  | Mohamed Gamal-el-Din | Centerverteidiger | Heliopolis Sporting Club |
| 3  | Ibrahim Zaher        | Defensive         | Gezira Sporting Club     |
| 4  | Bassel Mashhour      | Defensive         | Heliopolis Sporting Club |
| 5  | Hassan Sultan        | Defensive         | Maadi Sporting Club      |
| 6  | Sherif Khalil        | Defensive         | Heliopolis Sporting Club |
| 7  | Karim Abdel Mohsen   | Centerangriff     | Heliopolis Sporting Club |
| 8  | Shady El-Helw        | Centerangriff     | Heliopolis Sporting Club |
| 9  | Ahmed Badr           |                   | al Ahly Kairo            |
| 10 | Mahmoud Ahmed        | Defensive         | Gezira Sporting Club     |
| 11 | Ragy Abdel Hady      | Defensive         | al Ahly Kairo            |
| 12 | Omar El-Sammany      | Defensive         | al Ahly Kairo            |
| 13 | Walid Rezk           | Centerangriff     | al Ahly Kairo            |

Coach: Adel Shamala
| Gruppenspiele | Gruppenspiele | Gruppenspiele | Gruppenspiele | Gruppenspiele | Gruppenspiele | Gruppenspiele | Gruppenspiele | Gruppenspiele | Gruppenspiele | Gruppenspiele | Gruppenspiele | Platzierungs-Viertelfinale | Platzierungs-Viertelfinale | Halbfinale         | Halbfinale         | Platzierungsfinale | Platzierungsfinale | Rang |
| Gegner        | Ergebnis      | Gegner        | Ergebnis      | Gegner        | Ergebnis      | Gegner        | Ergebnis      | Gegner        | Ergebnis      | Punkte        | Rang          | Gegner                     | Ergebnis                   | Gegner             | Ergebnis           | Gegner             | Ergebnis           | Rang |
| ------------- | ------------- | ------------- | ------------- | ------------- | ------------- | ------------- | ------------- | ------------- | ------------- | ------------- | ------------- | -------------------------- | -------------------------- | ------------------ | ------------------ | ------------------ | ------------------ | ---- |
| Australien    | 3:14          | Deutschland   | 3:13          | Griechenland  | 4:15          | Italien       | 4:13          | Spanien       | 4:12          | 0             | 6             | Kroatien                   | 1:12                       | nicht qualifiziert | nicht qualifiziert | Kasachstan         | 7:15               | 12   |